# Euchalcis hyalipennis
Euchalcis hyalipennis är en stekelart som beskrevs av Boucek 1952. Euchalcis hyalipennis ingår i släktet Euchalcis och familjen bredlårsteklar.
Artens utbredningsområde är:
- Egypten.
- Israel.

Inga underarter finns listade i Catalogue of Life.